# Kašna manželství
Kašna manželství (německy Ehekarusell, popř. Ehebrunnen) či také Kašna Hanse Sachsa je novodobá kašna stojící před Bílou věží na náměstí Ludwigsplatz v německém středofranském městě Norimberk. Vznikla roku 1984 pod taktovkou brunšvického sochaře Jürgena Webera. Jedná se o největší figurální kašnu 20. století v Evropě.

## Historie
Kašna byla zakázkou norimberské radnice, jež pomocí těla kašny chtěla vkusně zakrýt odvětrávací šachtu, ústící na náměstí Ludwigsplatz z útrob metra. Stavebně-uměleckým pojetím kašny byl pověřen sochař Jürgen Weber, který na jednotlivých částech kašny pracoval v letech 1977–1981. V roce 1984 byla kašna slavnostně odhalena, avšak ze strany místních novinářů a obyvatel se ozývaly ostře kritické hlasy, narážející na drastický koncept umělecké výzdoby a překročeného finančního budgetu na její zhotovení. Do pléna rozhořčené veřejné diskuze se kašna dostala znovu roku 1988, potom co byla představena další kašna z Weberovy dílny Loď bláznů. Obě díla patří však k nejvýznamnějším počinům soudobého umění ve městě.

I přestože v původních Weberových plánech měla být kašna obehnána mříží, v konečné zakázce od města instalace mříže chyběla. Kašna se z toho důvodu stala snadným cílem vandalů, kteří na ní zanechali četné stopy.

## Popis
Umělecká výzdoba kašny odkazuje na protikladech postavenou báseň Das bittersüße eh'lich' Leben norimberského rodáka Hanse Sachse. Šest bronzových soch v nadživotní velikosti alegoricky ztvárňuje turbulentní horskou dráhu manželského života – od prvních vášnivých chvil přes nespočetné hádky až po smrt. Na podestě kašny je umístěna plaketa s textem Sachsovy básně. Alegorická sousoší jsou zasazena do mramorové barokizující vodní nádrže.

### Bronzové plastiky

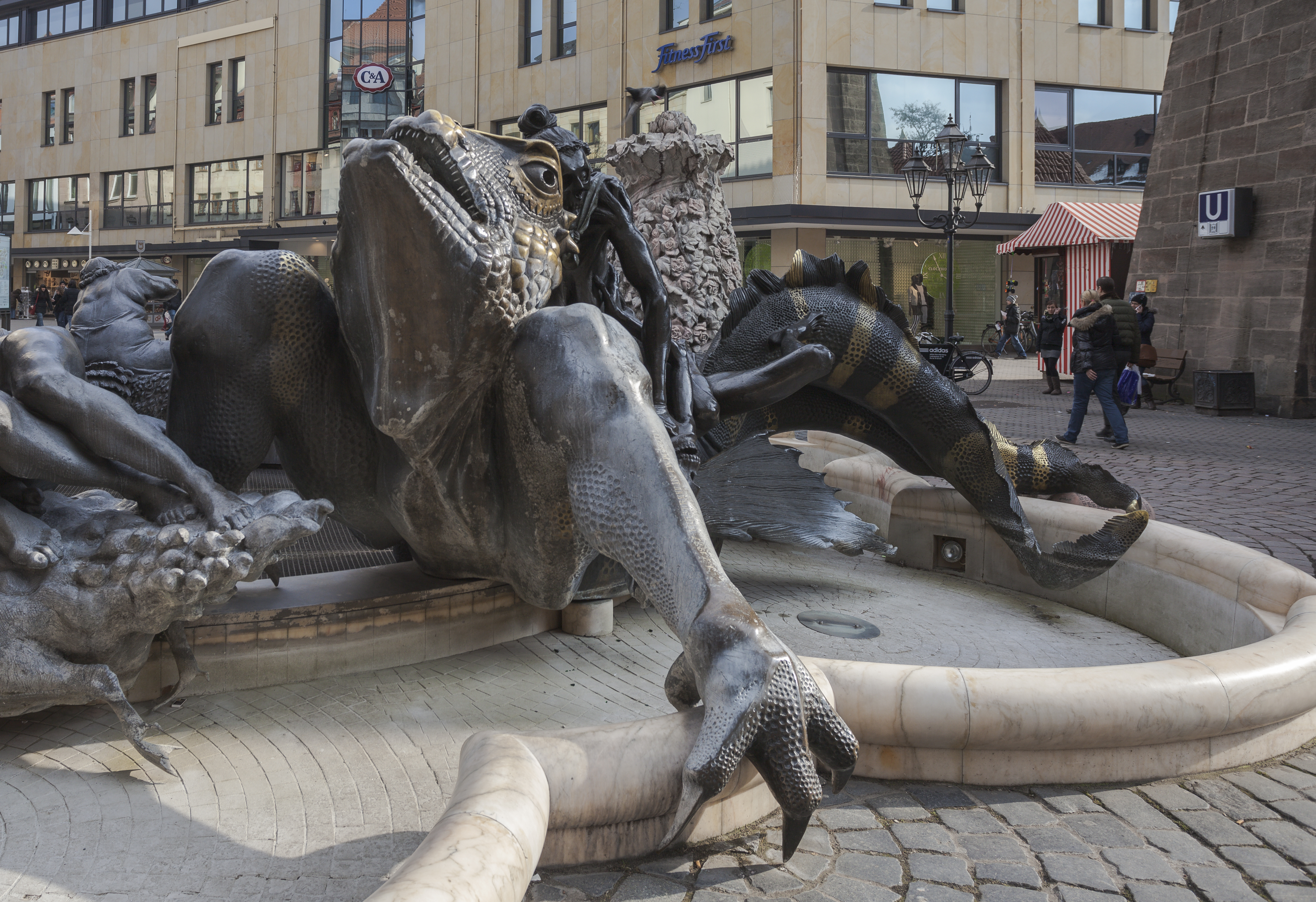
Žena vystupující z mušle, ztělesňující řeckou bohyni Afroditu a symbolizující prvotní okouzlení je obdivována mužem s trumpetou.
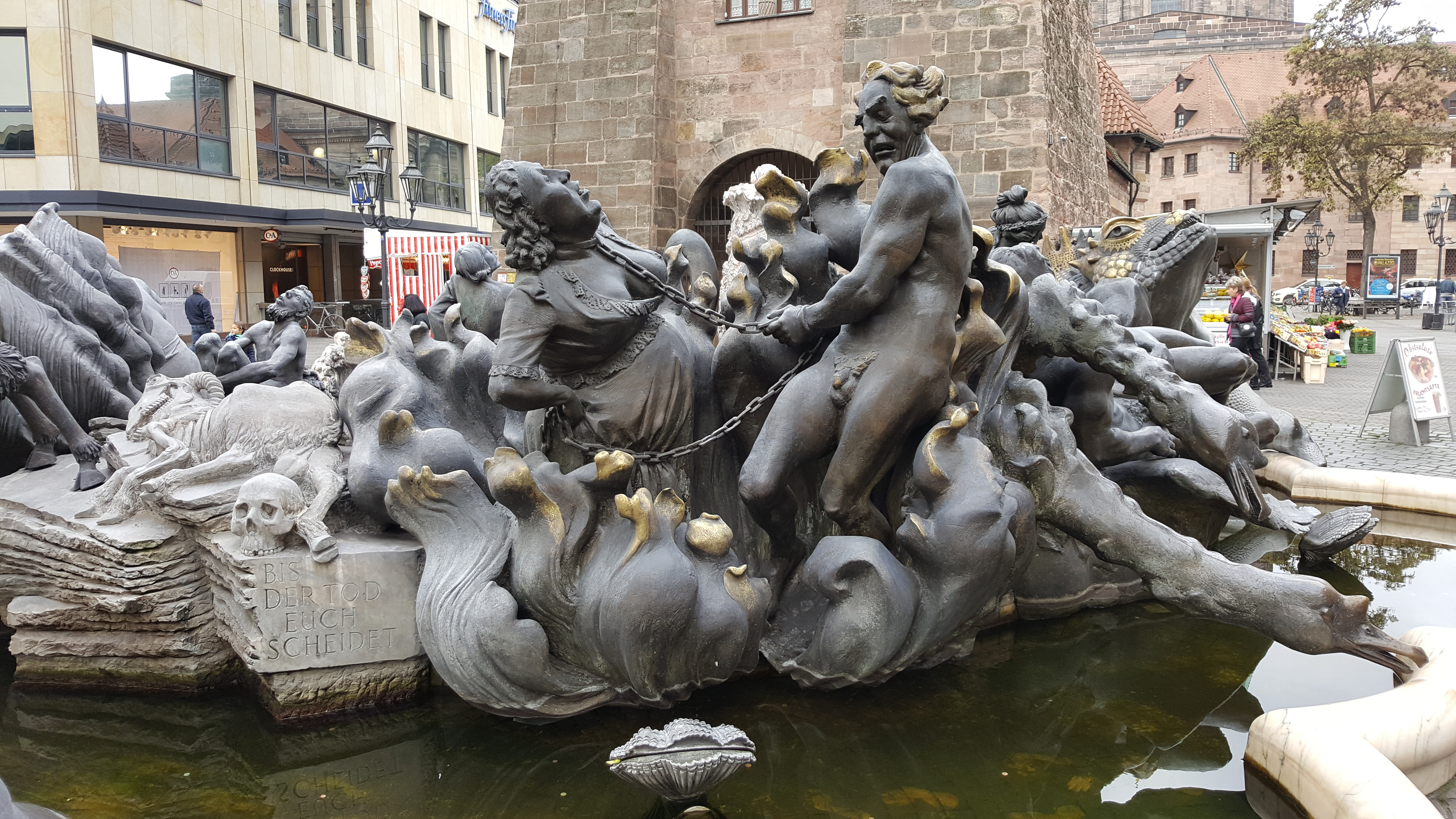
Touhu symbolizuje sousoší polonahé ženy a muže, jenž ji pevně drží sevřenou v řetězech. Vášnivost momentu podtrhují okolo nich vystupující plameny. Vedle páru se nacházejí sochy labutí, symbolu věrnosti a lásky.
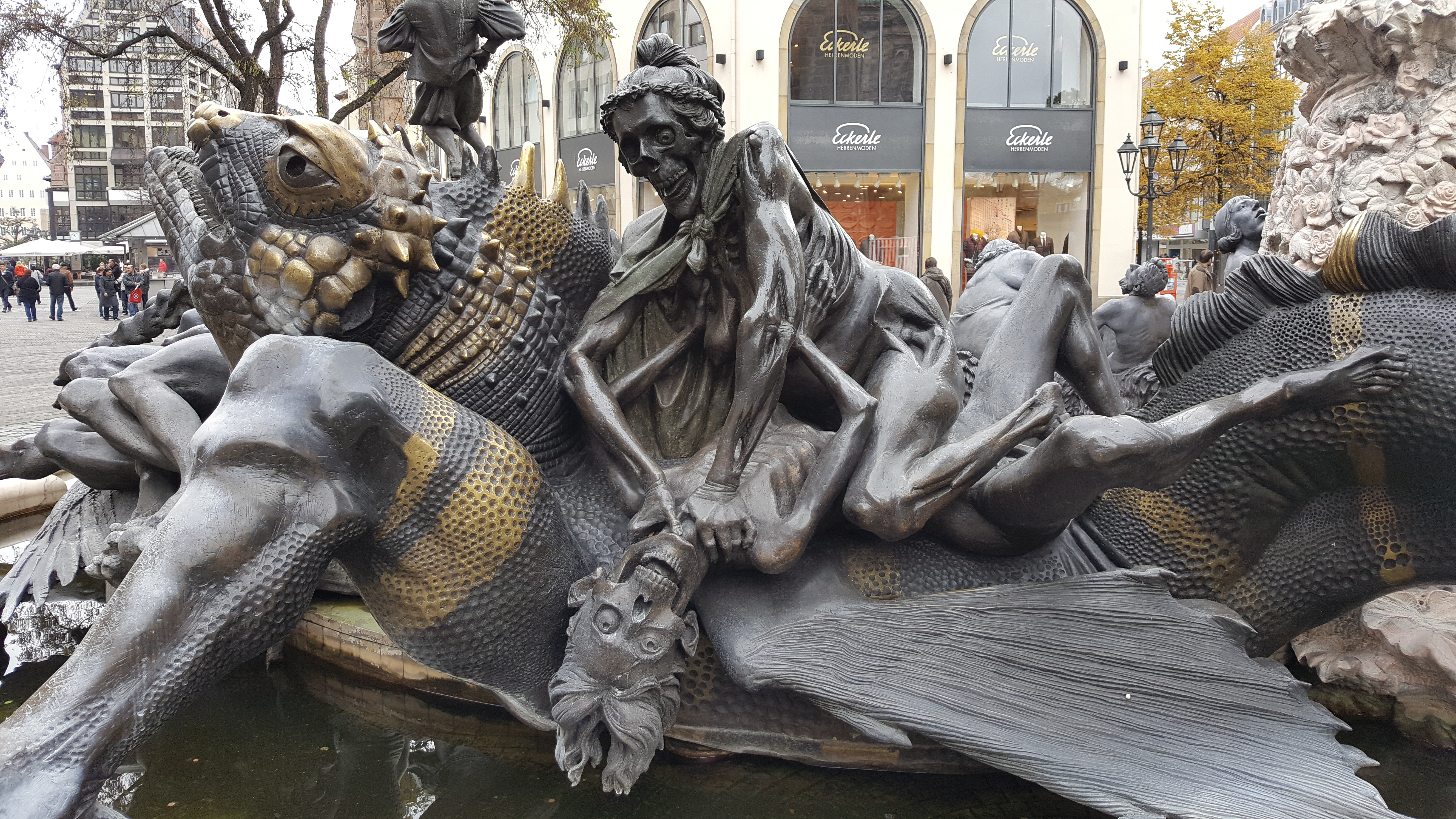
Hádky dovádějí manželský pár, v bronzu vyjevený jako shnilé mrtvoly, v následujícím sousoší k vzájemnému fyzickému konfliktu, který se odehrává u nohou draka.
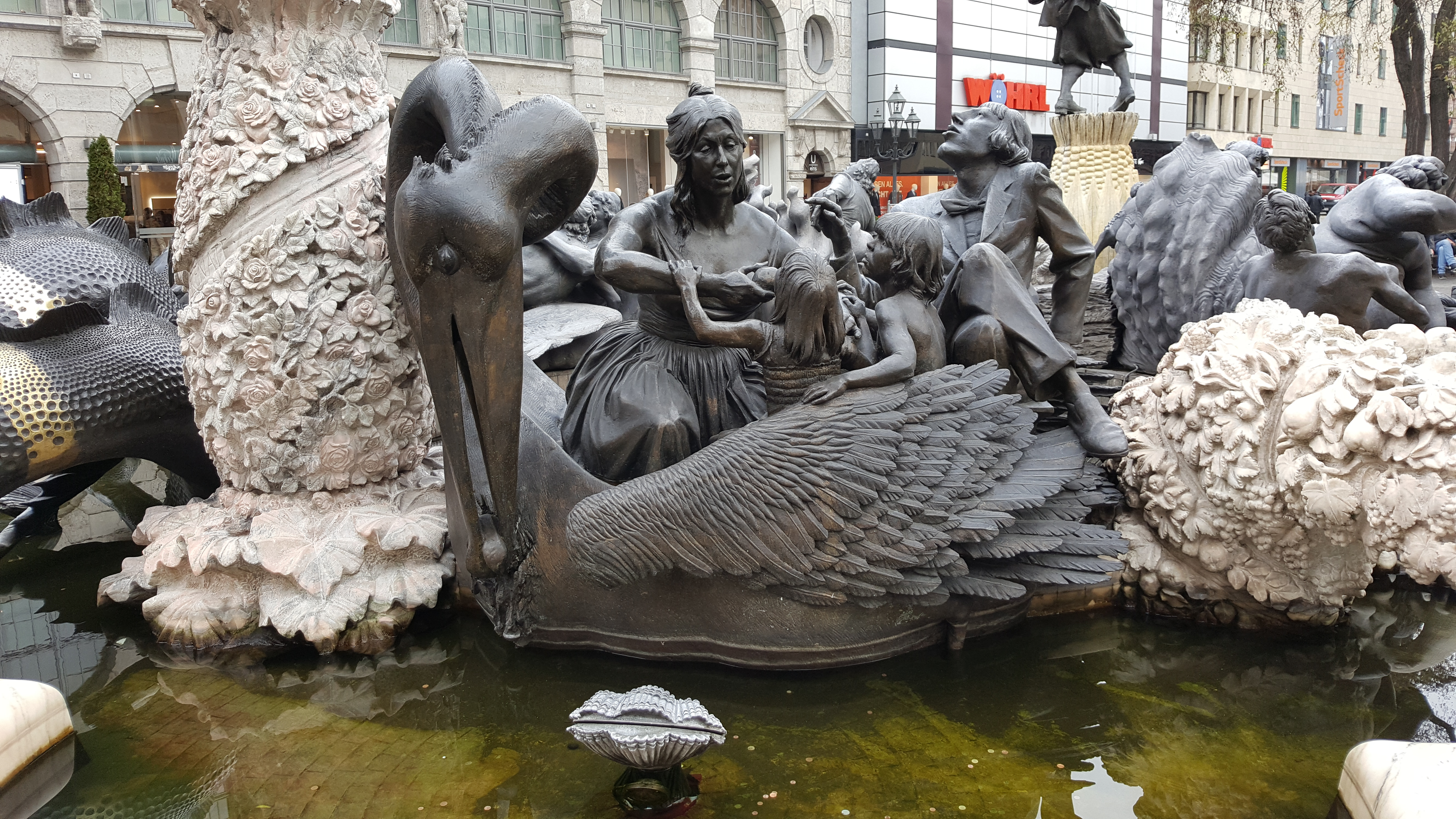
Další motiv zobrazuje matku krmící své děti a pelikána, který si měl dle středověké pověsti vyklovnout vlastní srdce a nakrmit jím své potomky.
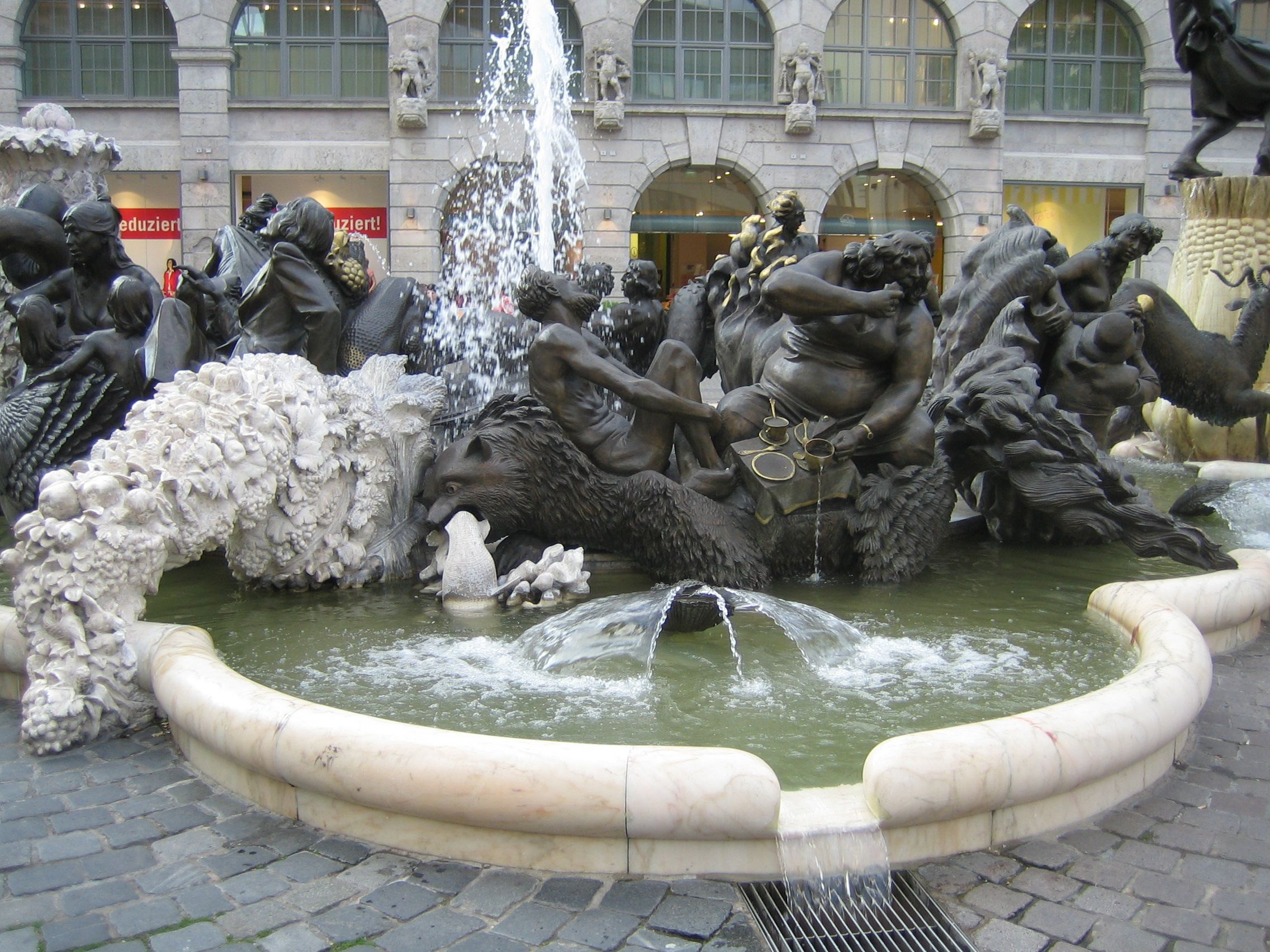
Poslední sousoší vyjevuji scénu s kurpulentní, nenasytnou ženou a vychrtlým, sešlým mužem.
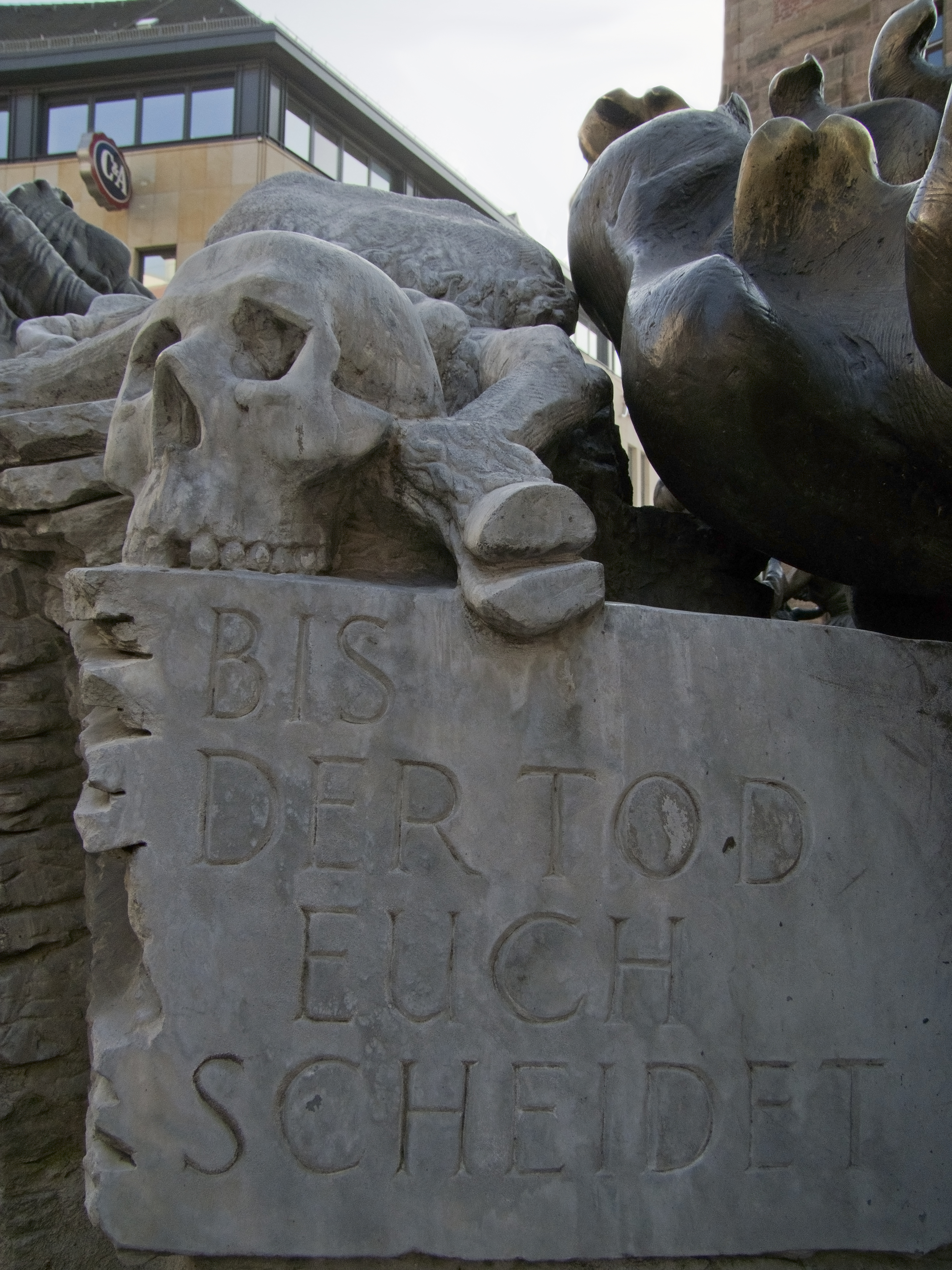
Mramorový blok s nápisem Bis der Tod euch scheidet. (v překladu Dokud vás smrt nerozdělí.)